# Bitwa o Madryt
Bitwa o Madryt – oblężenie Madrytu, które miało miejsce w trakcie hiszpańskiej wojny domowej, długotrwała bitwa między nacierającymi frankistami a broniącymi się republikanami od 8 listopada 1936 do 28 marca 1939.

## Bitwa
Bitwa o Madryt rozpoczęła się frontalnymi atakami sił generała Francisco Franco, w skład których wchodziły Hiszpańskie Siły Kolonialne (większość marokańskich), najemnicy z Legii Cudzoziemskiej oraz oddziałami nacjonalistów hiszpańskich. Republikanie, którzy mieli problemy ze zorganizowaniem stałych sił zbrojnych, utworzyli Armię Ludową i pospiesznie przygotowywali obronę stolicy. Obrońców Madrytu wsparły licznie przybyłe Brygady Międzynarodowe.
Ofensywa nacjonalistyczna została odparta na przedmieściach Madrytu, a walki przerodziły się w wojnę pozycyjną. Obie strony próbowały wyprzeć lub wedrzeć się w siły przeciwnika. Zimą front ustabilizował się około 10 km na północny zachód od Madrytu. Walk na froncie zaprzestano aż do puczu pułkownika Casado w marcu 1939 roku, wtedy to podzielone i walczące ze sobą nawzajem siły republikańskie zostały tak mocno zdezorganizowane, że Franco dostrzegł szansę i zaatakował. Madryt poddał się bez walki, co zakończyło ponad dwuipółroczne ataki na miasto.
Obrona Madrytu miała ważne znaczenie w walkach w całej Hiszpanii, ponieważ siły republikańskie walczyły z wielkim poświęceniem w celu pomocy stolicy. Ten czynnik decydował o długości i zaciętości prowadzonych działań wojennych.

## Polacy w bitwie o Madryt
Dużą rolę w republikańskiej obronie Madrytu odegrali Polacy walczący m.in. w batalionie imienia Jarosława Dąbrowskiego (dąbrowszczacy). Ogólne straty Polaków w tej bitwie sięgały 1200 zabitych – była to prawie ⅓ strat poniesionych przez siły republikańskie.